# هولوفيني (محافظة جيتومير)
هولوفيني (Головине) هي بلدة من النمط المدني في محافظة جيتومير في أوكرانيا.